# 타티야나 프로비도히나
타티야나 프로비도히나(러시아어: Татьяна Провидохина, 1953년 3월 26일 ~ )는 소련의 육상 선수로 주로 800m에서 활약했다.
레닌그라드에서 태어난 프로비도히나는 1980년 모스크바 하계 올림픽 여자 800m 경기에서 동메달을 획득하였다. 그녀는 1978년 프라하에서 열린 유럽 육상 선수권 대회 800m에서 금메달을 획득하였다.

## 참조
- “타티야나 프로비도히나”. sports-reference. 2011년 4월 6일에 원본 문서에서 보존된 문서. 2010년 5월 21일에 확인함.